# Duellmanohyla salvavida
Duellmanohyla salvavida es una especie de anfibios de la familia Hylidae.
Es endémica de la vertiente caribeña de Honduras.
Sus hábitats naturales incluyen bosques tropicales o subtropicales secos y a baja altitud, montanos secos y ríos. Está amenazada de extinción por la destrucción de su hábitat natural.